# 吉田義勝
吉田 義勝（よしだ よしかつ、1941年10月30日 - ）は、日本の元アマチュアレスリング選手。実業家。1964年東京オリンピックレスリングフリースタイル・フライ級金メダリスト。

## 略歴
北海道旭川市出身。北海道旭川商業高等学校定時制課程でアマチュアレスリングを始め、日本大学に進学。1964年、大学4年の時に全日本選手権で優勝したことで八田一朗（当時の日本レスリング協会会長）の指名で東京オリンピック代表に選出される。代表選出後は当時世界最強と言われ、日本選手が勝てなかった強敵のアリ・アリエフ（ソ連）打倒のために、当時のフライ級第一人者だった今泉雄策と徹底的にスパーリングを行ったという。
本番のオリンピックではアリエフ（ソ連）と5回戦で戦い、素早い動きでアリエフを封じ、アリエフが対戦相手を引き寄せる際に踵に体重が乗る癖を見抜いて終了間際にアリエフのバックを取ってポイントを奪い、1-0で勝利。決勝戦ではチャン・チャンスン（韓国）を下してこの種目で初めての金メダルを獲得。タックル・またさき・横くずしなどを得意とした。
日大の卒業式に向かう途中、金メダルを電車の網棚に置き忘れるという失態を演じた。幸い、メダルは4日後に匿名の人物より返還された。卒業後は明治乳業に入社し、後に本社取締役及び関連会社である明治乳業販売社長を務めている。